# Plagiochila kiaeri
Plagiochila kiaeri là một loài rêu tản trong họ Plagiochilaceae. Loài này được Gottsche miêu tả khoa học lần đầu tiên năm 1882.